# コンバッション・エンジニアリング
コンバッション・エンジニアリング (Combustion Engineering, C-E) は、アメリカ合衆国に拠点を置き、化石燃料火力と原子力の両方の汽力発電システムの分野で主導的な地位を占めていた多国籍企業。全世界に約42,000人の従業員を抱えていた。本社は最初ニューヨーク市にあり、1973年にはコネチカット州スタンフォードに移転した。
コンバッション・エンジニアリングは3ダース以上の企業を傘下に収めており、元従業員には世界各国の政府や主要なエンジニアリング企業において指導的立場にあるものも多い。しかし、1990年代初めにはアセア・ブラウン・ボベリに買収され、
2000年にボイラーおよび化石燃料事業がアルストムに、
原子力事業がウェスチングハウス・エレクトリック・カンパニーに、それぞれ売却された。

## 歴史

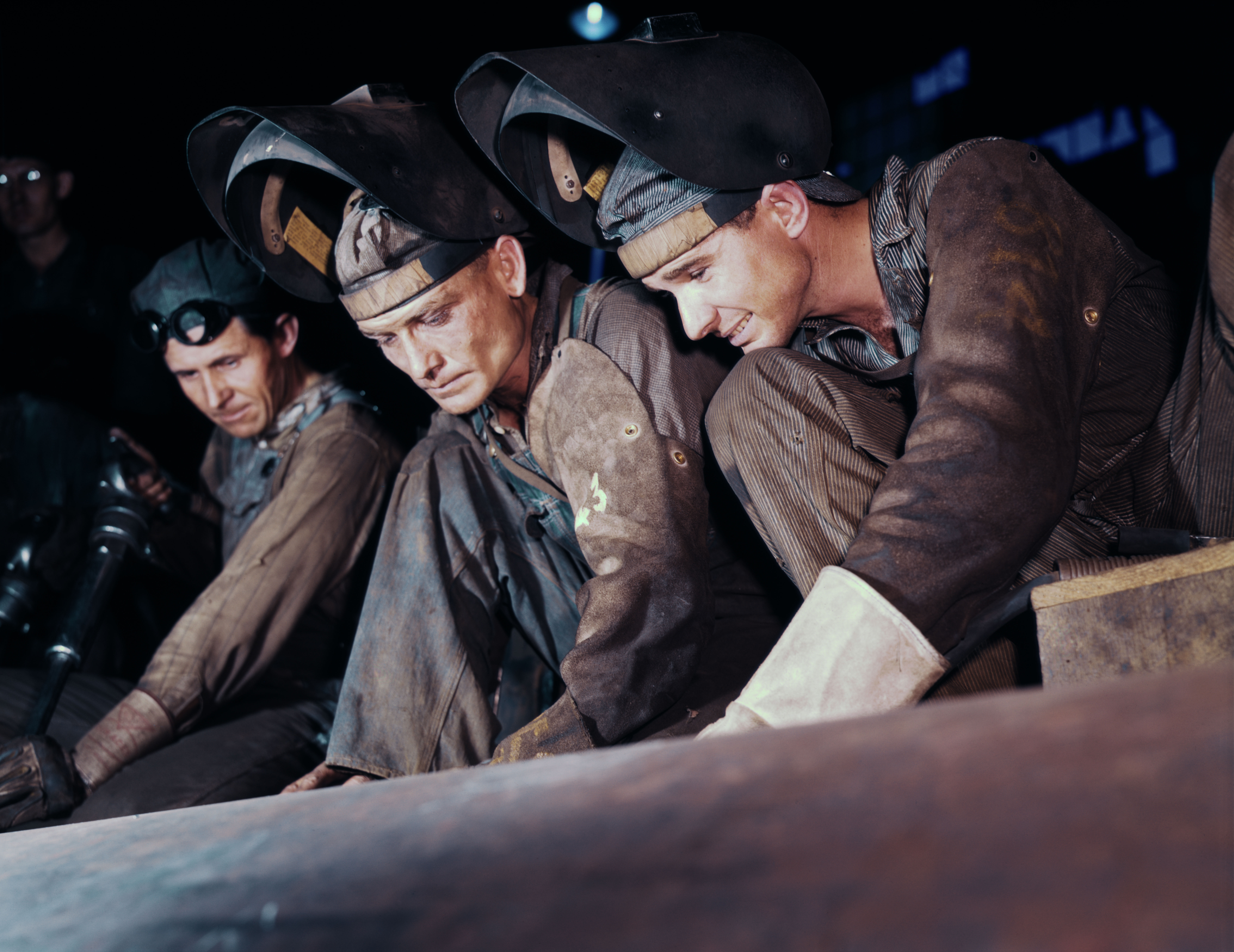
舶用ボイラーを製作中の溶接工。1942年、テネシー州チャタヌーガにて

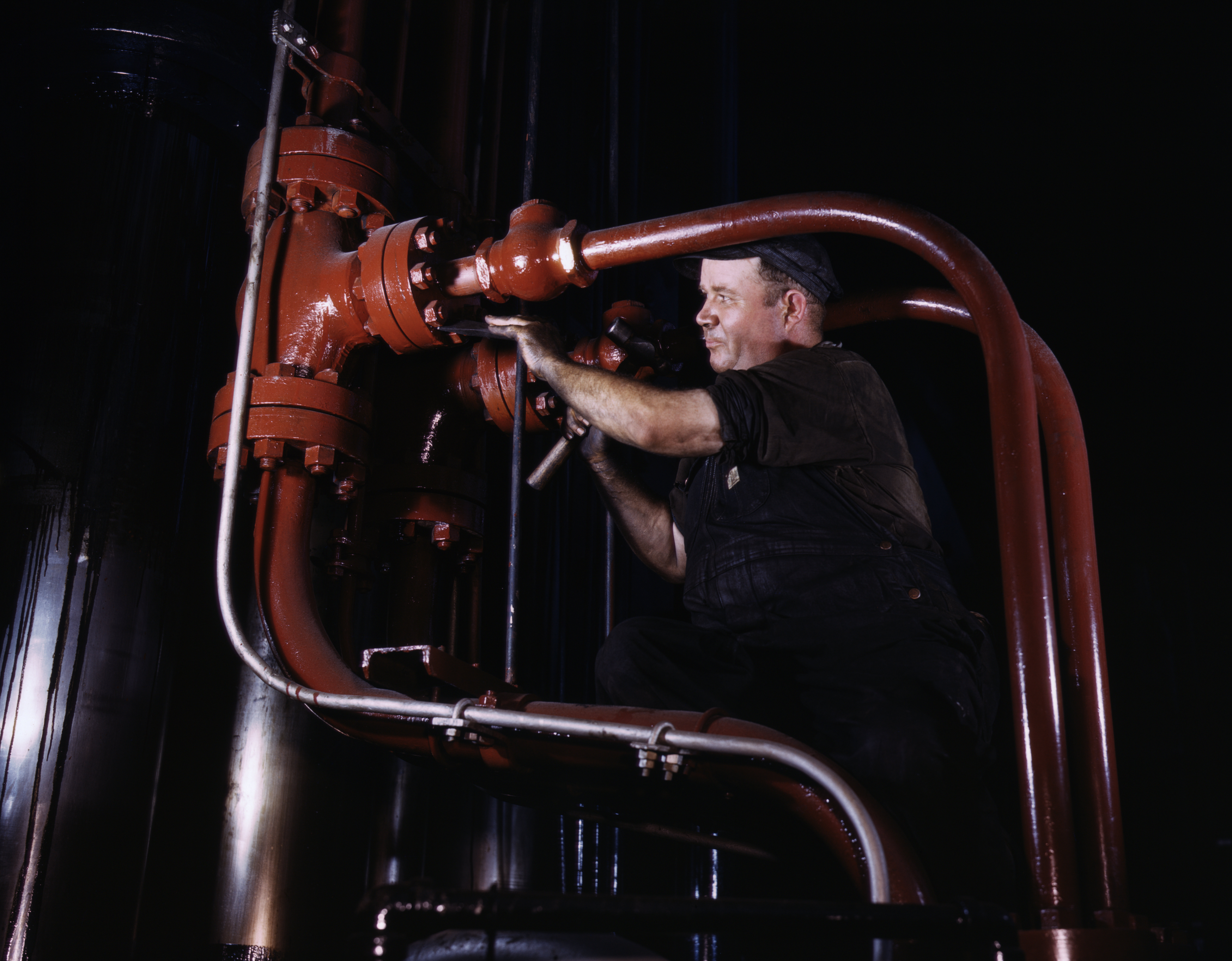
世界最大級の冷間プレス装置をメンテナンスする従業員。1942年、テネシー州チャタヌーガにて

## 歴史[4]

### 設立
コンバッション・エンジニアリングは1912年にグリーブ・グレート・カンパニーとアメリカン・ストーカ・カンパニーという当時著名な焼却設備メーカー2社が合併して設立された（訳注：グレートはgrate（火格子）、ストーカはstoker（炉内攪拌用の突き上げ棒）である）。両社とも本社はロウアー・マンハッタンにあった。1920年4月には街区がアライアンス・リアルティ・カンパニーからリースされ、その年の5月から8階建ての本社ビルの建築が始められた。
1920年代には、コンバッション・エンジニアリングの代表的な製品はイギリスで設計されたE型ストーカ炉であったが、それ以外にもさまざまなストーカ炉を製造していた。当時、ストーカ炉はすべてピッツバーグ南部のモノンガヒラ川に面した工場で製造されていた。
1925年には、ミシガン州ディアボーンにあるフォード・モーターのリバールージュ工場に蒸気ボイラーを納入して同事業に参入した。また、製造能力拡張のため、テネシー州チャタヌーガのボイラー製造会社を2社買収している。

### スーパーヒーター・カンパニーとの合併
大恐慌の間、コンバッション・エンジニアリングはスーパーヒーター・カンパニーと提携を結んでいた。蒸気機関車で過熱水蒸気が利用されるようになったことから、1910年にロコモティブ・スーパーヒーター・カンパニーが設立された。スーパーヒーター・カンパニーの工場はインディアナ州イースト・シカゴに置かれていた。
1948年12月には、スーパーヒーター・カンパニーとの合併が株主の承認を得るにいたり、社名がコンバッション・エンジニアリング－スーパーヒーター（Combustion Engineering-Superheater Inc.）と改められた。
1950年にはヴァージニア州チェスターにあるヴァージニア・エレクトリック&パワー・カンパニーの大型高圧蒸気設備の建設計画が発表された。
1953年には社名から「スーパーヒーター」が外れ、コンバッション・エンジニアリング（Combustion Engineering, Inc.）となった。この時点では、コンバッション・エンジニアリングは石炭および石油を燃料とする火力発電所向けボイラー設備等の設計・製造を主力事業としていた。
1950年代中盤には、コンバッション・エンジニアリングはニュージャージー州ブルームフィールドのラムズ・カンパニーを買収し、石油およびガスの探査・採掘・精製や石油化学プラント事業にも進出した。ラムズ・カンパニーは石油増進回収用の小規模蒸気供給設備事業も行っていた。
コンバッション・エンジニアリングはアメリカ海軍の蒸気タービン推進船向けボイラーの主要サプライヤーであり、第二次世界大戦中に大量建造されたリバティ船を含む多数の艦船に採用された。数ある艦船の中でも、1960年代から1970年代にかけて建造されたノックス級フリゲートでは全46隻にコンバッション・エンジニアリング製1,200psi級パワープラントが搭載されている。
コンバッション・エンジニアリングは石炭焚きボイラー分野でも世界で主導的な地位を占めていた。コンバッション・エンジニアリングは、現在の微粉炭焚きボイラーで採用されるタンジェンシャル燃焼技術（訳注：燃焼室内で火炎が旋回して効率よく燃焼するよう、接線方向（=タンジェンシャル, tangential）に微粉炭を吹き付ける技術）のパイオニアであった。また、コネチカット州ウィンザーにボイラー内の気流や設計要素の変更の影響を確認できる大規模な石炭燃焼試験設備を保有していた。

### 原子力事業の成長
1955年には当時の社長アーサー・サントリーの下で原子力事業を開始した。これは、コネチカット州ウィンザーの施設での原子力潜水艦の開発に始まる。1950年代中盤から1960年代初めにかけて、コンバッション・エンジニアリングは連邦政府との契約に基づきアメリカ海軍の原子力潜水艦に核燃料を供給した。また、ウィンザーの原子力推進訓練施設に艦船用原子炉原型炉S1Cを設計・建造した。原型炉S1Cは研究開発用・訓練用原子炉として、10年以上に渡ってコンバッション・エンジニアリングによって運用された。コンバッション・エンジニアリングの契約満了後にはノルズ原子力研究所(KAPL)が引き継ぎ、1990年代終わりから2000年代初めにかけて退役・廃炉となるまで運用していた。
1960年代には、コンバッション・エンジニアリングは原子力発電所向け蒸気設備の販売を開始した。最初の商用設備はミシガン州のコンシューマーズ・パワー・カンパニー（英語版）が設置したパリセード原子力発電所（英語版）に納入された。コンバッション・エンジニアリングはこの分野においてゼネラル・エレクトリックやウェスティングハウス・エレクトリックと熾烈な競争を繰り広げた。
1960年代後半には電力会社への原子炉設備やウラン燃料の供給を開始した。1968年4月にはハウストン・ナチュラルガスとランチャーズ・エクスプロレーション&デベロップメントとの合弁を発表し、ニューメキシコ州の1000km2の鉱区でウラン探鉱を実施した。
コンバッション・エンジニアリングの原子炉設計は優れたものであると信頼を集めていた。これは、実際に競合するウェスティングハウスのものと比較して10 %以上高い出力が得られたことで証明されている。この高効率を支えたのは、コンピュータを用いた炉心運転限界監視システム (Core Operating Limit Supervisory System, COLSS) であり、炉心に配置した300もの中性子検出器と独自のアルゴリズムによって高い出力密度を達成していた。また、ウェスティングハウスとの間でチャタヌーガ工場にてウェスティングハウス向け原子炉格納容器および蒸気発生器を生産する契約を結び、多数納めていた。
コンバッション・エンジニアリングはウィンザーに洗練された原子炉運転訓練施設を設け、自社製品を導入した顧客のサポートを行っていた。

### 構造と組織
1960年代から1988年まで、コンバッション・エンジニアリングは中核たる蒸気設備事業とは必ずしも関係ない企業も含めて多数の企業を買収した。この結果、会社の規模は拡大し、以下の6つの主要事業グループを擁するまでになった。
- C-E パワーシステムズ（C-E Power Systems）
  - チャタヌーガ、セントルイス、モノンガヒラ、バーミンガムの各工場
  - カナダの各工場（ブラントフォード、コーンウォール、オンタリオ州南部）
  - American Pole Structures
  - C-E Controls
  - the P.F. Avery Co.
  - C-E Impel
  - C-E Maguire (Charles A. Maguire & Associates)
  - C-E Metals (チャタヌーガ工場での金属スクラップ取扱に従事)

- C-E インダストリアル・グループ（C-E Industrial Group）
  - C-E Industrial Boiler (インディアナ州イースト・シカゴの一部とミシガン州デトロイトおよびサギノーの製造拠点）
  - C-E Bauer (製紙・紙工機械)
  - C-E Raymond (破砕機、搬送設備)
  - C-E Air Preheater (Ljungström turbineの米国内における排他的使用権を保有)
  - C-E Tyler Screening (産業用ワイヤスクリーン)
  - C-E Ehrsham (穀物エレベータ、コンベア)
  - C-E Enterprise Manufacturing
  - C-E Tyler Elevator
  - CERREY など

- C-E ラムズ&エンジニアリング・サービシズ・グループ（C-E Lummus & Engineering Services Group）

- C-E レフラクトリーズ&ミネラルズ・グループ（C-E Refractories & Minerals Group）
  - C-E Minerals
  - C-E Refractories
  - C-E Cast Industrial Products
  - C-E Building Products (C-E Aluminum Building Products, C-E Morgan, C-E Stanley Artex)
  - Georgia Kaolin
  - Pryor-Giggey
  - C-E Transport
  - C-E Glass
  - C-E Hordis Bros. Glass

- C-E オイル&ガス・グループ（C-E Oil & Gas Group）
  - C-E Natco
  - C-E Grey Tool
  - Beaumont Well Works
  - C-E Vetco
  - OilField Engineering
  - C-E Houston Forging など

- C-E インスツルメンテーション&コントロールズ・グループ（C-E Instrumentation & Controls Group）
  - C-E Taylor Instruments
  - C-E Resource Recovery Systems
  - C-E Process Analytics (ベンディクスから買収) など

管理・情報システム・社会保障・財務・会計・監査および人事はコンバッション・エンジニアリング本社が担い、各グループは個別の本社とグループ各社間の協働のため本社と連携するサポート要員を置いていた。
コンバッション・エンジニアリングはカナダに化石燃料および原子力関連蒸気設備の製造拠点を数多く設けていた。インダストリアル・グループの製造拠点のいくつかはオンタリオ州にあり、オイル&ガス・グループはアルバータ州やサスカチュワン州で操業していた。コンバッション・エンジニアリングは世界各地にオフィスだけでなく製造拠点を設けており、イギリス、アイルランド、オーストリア、ドイツ、イタリア、南アフリカ、ベルギー、メキシコおよびフランスに置かれていた。また、コンバッション・エンジニアリングの技術は世界中でライセンスされていた。

### 経営・管理
コンバッション・エンジニアリングの経営は、創業家であるサントリー家にほぼ握られていた。ジョセフ・サントリーは1963年まで社長を務め、 その甥アーサー・サントリー・ジュニアは1963年から社長、1982年からは会長も兼務したが、1984年には社長を、1988年には会長を辞任した。チャールズ・ヒューゲルが1984年から1988年まで社長を務めた後、ジョージ・キンメルが社長兼COOに就任し、1990年に会社がABBグループに売却されるまでその任にあった。

### 所有者の変遷
1990年にはチューリッヒに本社を置くスイス－スウェーデン合弁の多国籍コングロマリットで世界最大級の電機メーカーであるアセア・ブラウン・ボベリ (ABB) の子会社となった。
コンバッション・エンジニアリングの巨額の負債とアスベスト被害補償（訳注：ボイラーの断熱材などとして大量のアスベストを使用していた）は2000年代初めにABBグループを破綻の瀬戸際にまで追いやった。ABBグループは、コンバッション・エンジニアリングとラムズ・グローバルに対してアスベスト被害の補償を求めて提起された訴訟を解決するため、和解金として10億ドル以上を拠出することになった。
ABB と アルストムは、1999年に両者の電力部門を折半出資の合弁事業として合併し、ABB–アルストム・パワーを設立した。2000年にはアルストムが ABB を買収した。